# دينغة قلعة (بابا امان)
دینغة قلعة (بالفارسية: ینگه قلعه) هي قرية تقع في إيران في قسم بابا امان الريفي. يقدر عدد سكانها بـ 1,686 نسمة .